# Aarhus
Pour la commune à laquelle la ville donne son nom, voir Aarhus (commune). Pour l’ancien amt, voir Århus (amt). Pour la convention sur l'accès à l'information en matière d'environnement, voir Convention d'Aarhus.
Aarhus (prononciation en danois : /ˈɒːhuːˀs/ ), officiellement orthographié Århus avant le 1er janvier 2011, est la deuxième ville du Danemark par le nombre d'habitants. Aarhus est une ville portuaire importante, située dans la région de Jutland, sur la côte est de la péninsule danoise, et donnant sur le Kattegat. La ville seule comptait 277 086 habitants en 2019, la commune  345 332 habitants. La région métropolitaine d'Aarhus compte près de 1,4 million d'habitants.
La ville se dit être la capitale du Jutland ; elle a été le chef-lieu d’un amt puis, depuis la réforme communale de 2007, d’une commune, tous deux homonymes. La commune fait partie de la région du Jutland-Central.
En 1960, Aarhus partage le prix de l'Europe avec Bruges.

## Toponymie Aarhus/Århus
En 1948, il y eut une réforme de l'orthographe danoise : les "Aa" devinrent des "Å". Certaines villes danoises résistèrent au changement, notamment Aalborg et Aabenraa. Le conseil de la ville d'Århus a accepté la nouvelle orthographe, donnant une image moderne, à l'époque. En 2010, le conseil de la ville a voté pour retourner au nom d'origine, afin d'augmenter le profil international de la ville. Le changement prit effet le 1er janvier 2011.
Le nom lui-même provient de la position de la ville à l'embouchure d'un petit fleuve appelé l'Aarhus.
Ce nom vient d'une racine pré-indo-européenne *ar- « cours d’eau », présente dans le nom de plusieurs rivières en Europe.

## Histoire
Probablement construite au VIIIe siècle, Aarhus est la plus vieille des grandes villes de tout l'ensemble Norvège-Suède-Danemark. Initialement appelée Aros, la ville fut construite par les Vikings pour en faire un important pied-à-terre du roi, et surtout une place de commerce permanente. Sa place privilégiée au centre du Danemark l'a amenée à faire du commerce avec l'ensemble du pays, l'Allemagne et les pays baltes, puis par la suite avec toute l'Europe occidentale et même quelques pays du Maghreb.
La ville resta de petite taille jusqu'à la fin du XIXe siècle. C'est alors qu'elle a commencé à croître rapidement, la raison principale de cette croissance étant l'exode rural durant la révolution industrielle. L'industrialisation privilégiant les routes commerciales, le port donna une grande importance à la ville, ce qui explique pourquoi Aarhus fut choisie par de nombreux ouvriers.
Dans les années 1920, la population d'Aarhus dépassa celle de Aalborg, faisant d'elle la ville la plus peuplée de la péninsule.

### Période viking

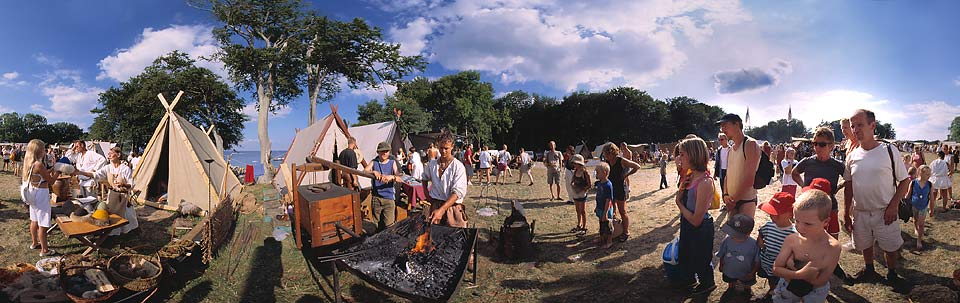
Photo panoramique du rally Viking au musée Moesgård.

Les découvertes archéologiques les plus anciennes à Aarhus sont des perles de verre datant de la fin du VIIe siècle. De longues maisons à moitié enterrées, utilisées à la fois comme maisons et comme ateliers par les Vikings, ont également été retrouvées. Les objets retrouvés autour et à l'intérieur de ces maisons (peignes, bijoux, outils) indiquent que l'établissement date du début du Xe siècle. Des fouilles effectuées au printemps 2005 ont permis de mettre au jour un fossé datant de l'an 850 qui pourrait avoir délimité le centre de commerce autour duquel la ville a été construite.
La découverte de six pierres runiques dans et autour d'Aarhus indique que la ville avait quelque importance autour de l'an mil, puisque seules les familles fortunées en usaient.
En 2024, sept rares bracelets en argent de l'ère viking sont retrouvés par Gustav Bruunsgaard sur un site au nord d'Aarhus. L'un des bracelets, en spirale, est une pièce qui s'inspire de modèles russe ou ukrainien tandis que des joncs similaires ont été trouvés en Irlande.

### XVIIeetXVIIIesiècles

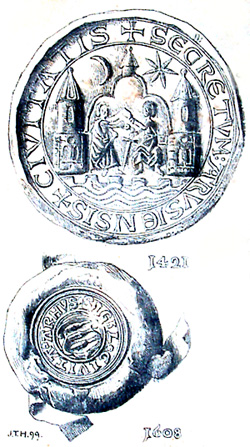
Les sceaux de la ville en 1421 et 1608.

La ville a probablement beaucoup souffert durant les guerres du XVIIe siècle. Les fortifications existant encore au sud de la ville rappellent les campagnes des troupes impériales allemandes entre 1627 et 1629. En 1644, la Suède taxa durement la ville et, entre 1657 et 1659, la ville fut occupée à plusieurs reprises par les troupes suédoises.
En dépit des guerres et d'autres évènements malheureux, comme la peste et les incendies, Aarhus resta une ville importante au Danemark en raison de sa situation géographique favorable, qui en faisait un centre commercial significatif. Le commerce venait essentiellement du Jutland, mais également de Norvège, de Lübeck, d'Amsterdam, d'Angleterre, de France et d'Espagne. La flotte de commerce comptait environ 100 navires au XVIIIe siècle.

### XIXesiècle
La ville gagna plus d'indépendance vis-à-vis de Copenhague et de Hambourg au XIXe siècle. Alors qu'elle était la troisième ville du Jutland au début du siècle, sa population dépassa celle de Randers en 1840 et celle d'Ålborg en 1850, devenant ainsi la seconde ville danoise.
La prospérité économique continua à s'accroître avec l'expansion du port et le développement du réseau ferroviaire. Culturellement, elle se désigna elle-même comme la capitale du Jutland.

### XXesiècle
Au XXe siècle, la ville se développa considérablement dans les domaines industriel, avec notamment l'entreprise Frichs, et portuaire, le port d'Aarhus fut agrandi à plusieurs reprises. En plus de cela, la ville devint une importante ville universitaire avec la construction de nombreux établissements d'enseignement et d'éducation. Aarhus devint donc un centre financier, éducatif et culturel pour l'ensemble du Jutland. À partir de 1970 le secteur des services s'est développé au détriment de celui du commerce, de l'industrie et de l'artisanat et est désormais le secteur principal de la structure économique de la ville. Bien que le secteur des services occupe une position dominante, plusieurs grandes industries se sont développées dans la ville, moulins à huile, grandes entreprises électroniques et métallurgiques.

## Géographie

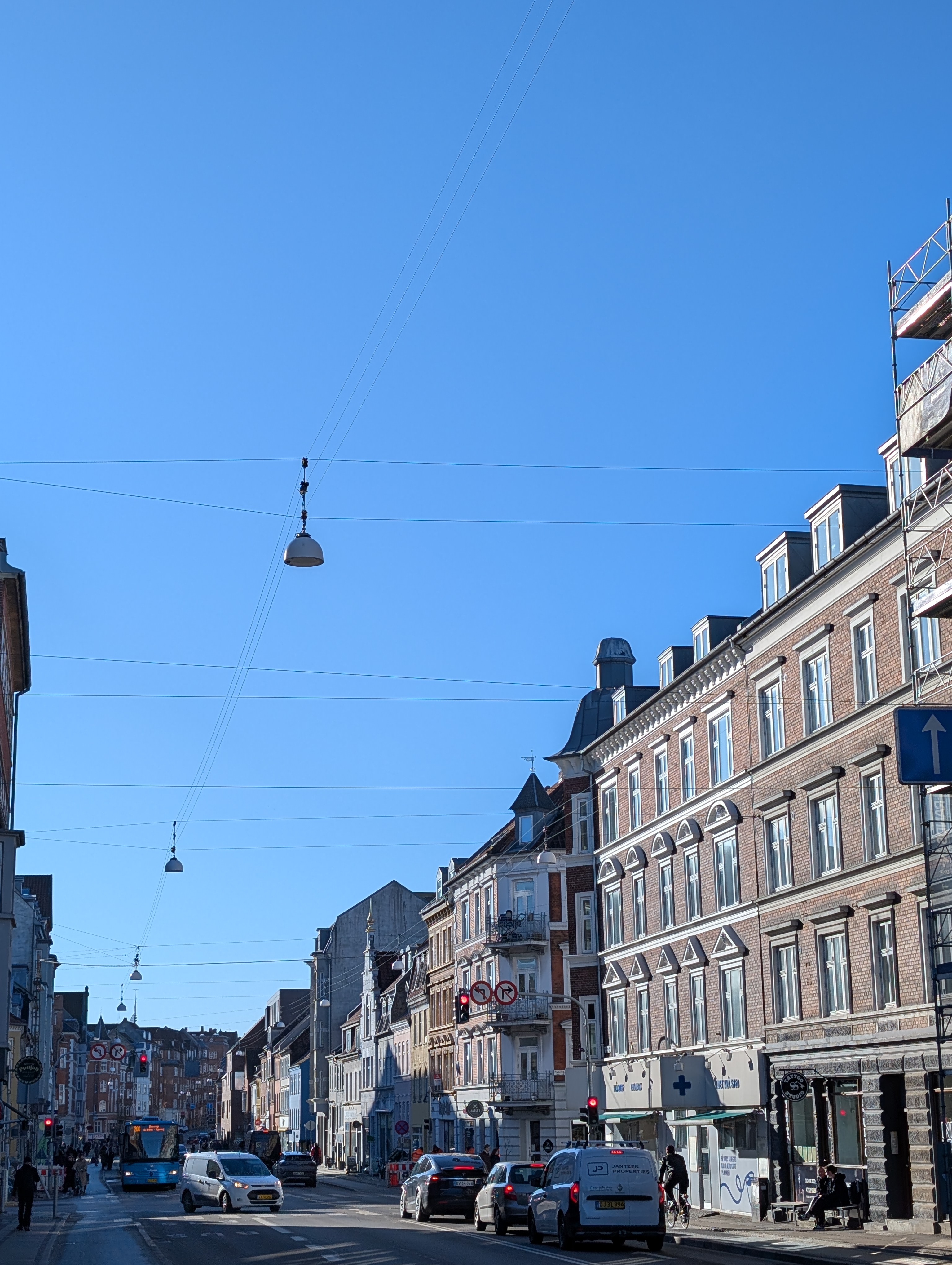
Vue de Frederiks Allé

La ville se trouve approximativement au centre du royaume, dans la péninsule du Jutland. Elle est à l'intersection de lignes de chemin de fer provenant de l'ensemble du pays. On trouve de nombreux parcs, forêts et réserves naturelles aux alentours d'Aarhus, et même dans la ville. La ville est construite en forme de demi-cercle autour du port, celui-ci étant majoritairement industriel avec toutefois un port de plaisance assez important au sud de la ville. Le fleuve Aarhus traverse la ville et se jette dans le port.
Bien que le Danemark soit réputé pour être très plat, la ville est sur une pente, la partie la plus élevée étant située au Nord. Cette particularité ne concerne que la ville, les paysages restent plats dès la sortie de la ville. La côte est essentiellement rocheuse en ville, mais les plages aux alentours de la ville sont généralement faites de sable. Une plage en gazon a été aménagée au sud de la ville. À part à Aarhus, les côtes sont peu peuplées, en raison d'une politique nationale préférant garder les résidences à l'intérieur des terres plutôt qu'en bord de mer.

## Population
L'agglomération d'Aarhus compte presque 239 865 habitants, mais environ 700 000 personnes habitent à moins de 30 minutes en voiture, ce qui place Aarhus en seconde position derrière Copenhague par le nombre d'habitants. Lors de la réforme du découpage administratif du 1er janvier 2007, la commune a été intégrée à la région du Jutland-Central (Midtjylland), dont elle est la plus grande ville et le point central économique et culturel.
Aarhus devrait vivre d'importants changements dans les prochaines années en raison des flux migratoires des régions alentour vers la ville. Par conséquent, la construction d'environ 70 tours de plus de 10 étages est d'ores et déjà prévue, et de nombreuses autres sont en cours de réflexion[Quand ?]. Aarhus est la ville dont l'expansion démographique est la plus rapide au Danemark, avec environ 2 500 nouveaux habitants par an. La zone construite autour d'Aarhus s'étend à peu près de Skanderborg au sud à Studstrup au nord, soit sur une distance de 40 kilomètres. En ce qui concerne les étrangers, voici un tableau qui regroupe les étrangers à Aarhus en 2014.
| Pays de naissance | Population (2014) |
| ----------------- | ----------------- |
| Liban             | 4 845             |
| Somalie           | 4 341             |
| Turquie           | 4 307             |
| Irak              | 3 584             |
| Vietnam           | 2 551             |
| Iran              | 2 403             |
| Pologne           | 2 183             |
| Allemagne         | 2 105             |
| Afghanistan       | 1 832             |
| Roumanie          | 1 661             |

## Transports

### Le vélo

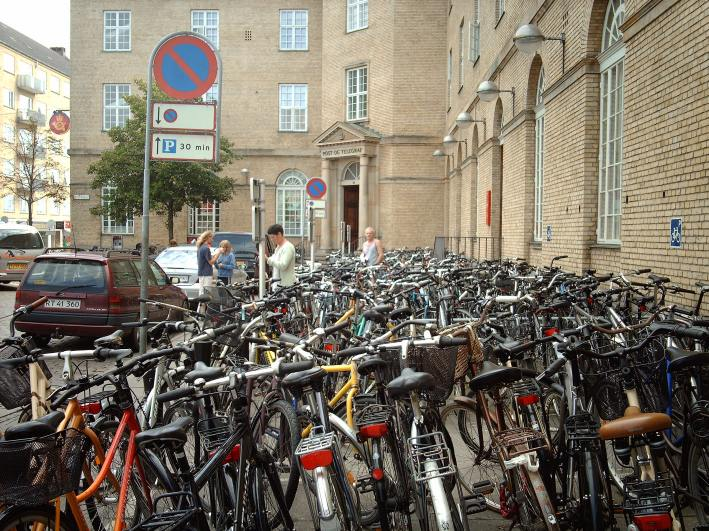
Parking à vélo devant la gare centrale.

Comme toute grande ville danoise, Aarhus est très bien équipée en pistes cyclables. Celles-ci longent quasiment chacune des routes de la ville, de chaque côté, et sont assez larges pour deux vélos de front, voire plus. Elles sont utilisées à bon escient, c'est un moyen de transport très utilisé, en particulier par les jeunes. Des parkings à vélos sont disponibles dans tous les principaux lieux publics. La ville met aussi à disposition des city-bikes, vélos empruntables gratuitement qui s'obtiennent de la même manière qu'un chariot de grande surface. Ces vélos sont particulièrement pratiques pour les touristes.

### La marche

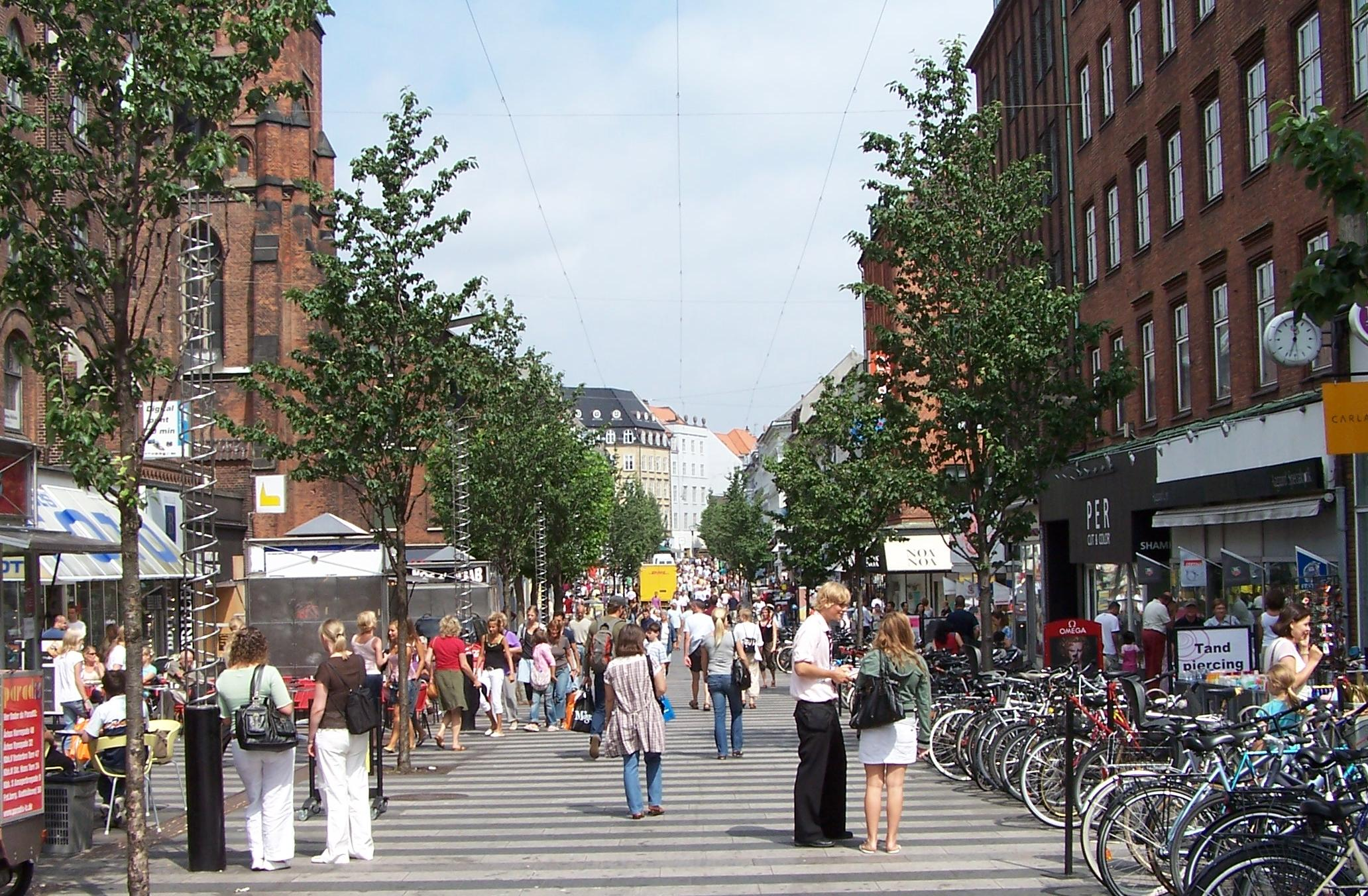
Rue piétonne à Aarhus.

Les déplacements à pied sont fréquents aussi, surtout en centre-ville dont une grande partie est réservée aux piétons. Ces moyens alternatifs à la voiture font que le trafic est légèrement réduit, mais reste du même ordre de grandeur que dans les villes européennes de même taille. Les automobilistes aussi bien que les cyclistes et les piétons sont très respectueux du code de la route.

### Les transports publics urbains
Aarhus dispose de deux réseaux de bus distincts. Le premier, équipé de véhicules jaunes, relie les principaux quartiers résidentiels au centre-ville. Les bus sont fréquents, le réseau est idéal pour les trajets quotidiens des habitants d'Aarhus même ou pour les touristes voulant se déplacer en centre-ville. Le second réseau est composé de bus bleus, et relie plutôt la banlieue au centre-ville. Les bus sont moins fréquents et desservent moins de stations. Les transports en commun sont relativement chers, à titre d'exemple un ticket de bus « jaune » à usage unique coûte 32 couronnes danoises, ce qui est plus cher qu'un ticket de métro/bus parisien. Il n'y a pas de tramway ou de métro mais le Aarhus Letbane, un tram-train comportant deux lignes, dont la première ligne a été ouverte le 21 décembre 2017 et la deuxième le 30 avril 2019.

### Transport ferroviaire

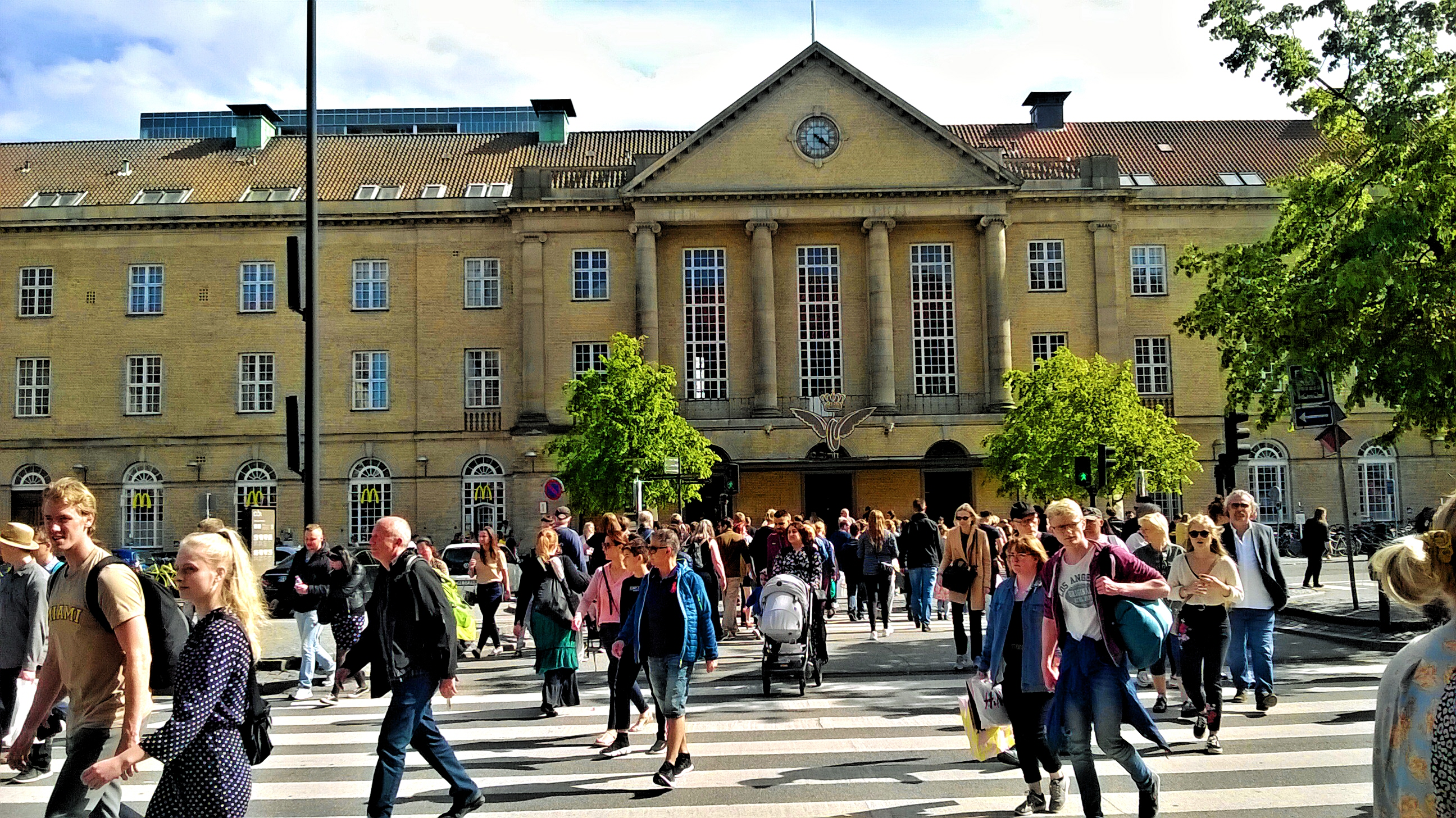
L'entrée principale de la gare centrale d'Aarhus.

La gare centrale d'Aarhus est la principale gare ferroviaire de la ville. Elle est située au centre de la ville entre les quartiers de Midtbyen et de Frederiksbjerg, c'est-à-dire au sud du centre-ville historique. La gare centrale permet d'assurer de multiples services suburbaines, régionaux, nationaux, et internationaux.

### Transport aérien
Århus possède un aéroport situé à Tirstrup à environ 30 kilomètres de distance : l’aéroport d'Aarhus.

## Une ville estudiantine

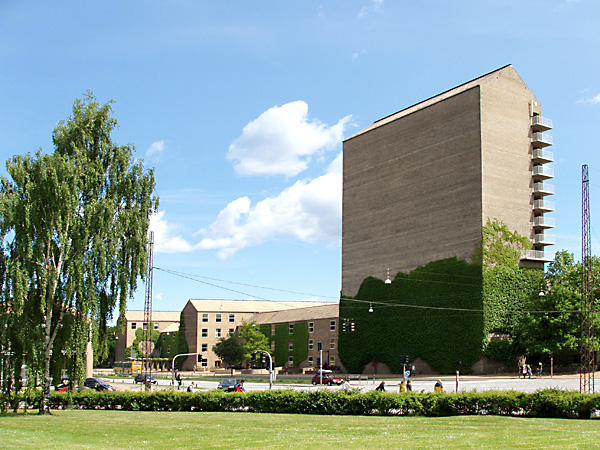
L’université d’Aarhus.

La ville accueille environ 40 000 étudiants pour une population de 240 000 habitants. La moitié de ces étudiants sont à l'université d'Aarhus, les autres étant principalement répartis dans l'école d'ingénieur et l'école de commerce. Les différentes places d'étude offrent des formations dans de nombreux domaines, qu'ils soient techniques ou théoriques, scientifiques ou littéraires. Les étudiants jouent un rôle important dans la vie sociale et culturelle de la ville. De nombreux événements sont organisés par eux et pour eux, notamment grâce à la Studenterhus Aarhus (maison des étudiants d'Aarhus). Comme dans beaucoup de villes, certains commerces et établissements offrent aussi des tarifs préférentiels aux étudiants, parfois très avantageux.
Les étudiants sont logés dans des résidences qui leur sont généralement réservées. Ces résidences sont appelées kollegium et sont peu onéreuses, comparées au prix des appartements (le Danemark possède un niveau de vie élevé). Les étudiants partagent une grande cuisine (une pour 15 personnes environ) et d'autres facilités telles que la télévision ou la laverie, et éventuellement les toilettes et la salle de bain. Il existe aussi des structures où deux étudiants partagent un grand appartement, pour un prix légèrement supérieur à celui des kollegium.
Étant donné le prix des bars et des discothèques en centre-ville, les étudiants préfèrent souvent se réunir entre colocataires ou dans le bar de leur résidence plutôt que d'aller en ville. Ils se rencontrent aussi traditionnellement lors des friday bars, des bars improvisés dans la plupart des départements de l'université et ouvrant le vendredi après-midi.
Par ailleurs, Aarhus a remporté en 2025 la prix "Erasmus Destination of the year" délivré par le Erasmus Student Network.

## Sport
- AGF Århus (football)
- AGF Århus Håndbold (handball masculin)
- SK Århus Handbold (handball féminin)
- Bakken Bears (basket-ball)
- L'Heure d'Or féminine

## Attractions de la ville
- Cathédrale d'Aarhus - Plus grande cathédrale du Danemark
- Vor Frue Kirke - Église remarquable
- Århus Rådhus - Construit par deux architectes renommés (Arne Jacobsen et Erik Møller) dans les années 1940, l'hôtel de ville est une des fiertés des habitants d'Århus
- Université d'Aarhus - Aarhus Universitet
- Statsbiblioteket - Une des deux bibliothèques nationales, l'autre étant à Copenhague. C'est une bibliothèque nationale dans le sens où elle possède une copie de toutes les publications écrites du pays. Elle se situe dans l'université, et est avec ses 18 étages l'un des bâtiments les plus hauts de la ville.
- Det Jyske Musikkonservatorium - Conservatoire du Jutland
- Botanisk Have - Jardin botanique
- Tivoli Friheden - Parc d'attraction
- Den Gamle By - Musée de plein air montrant la ville et la vie de ses habitants telle qu'elle était autrefois.
- Moesgård Museum - Musée préhistorique.
- ARoS Aarhus Kunstmuseum - Le principal musée d'arts de la ville, exposant des œuvres modernes
- Aarhus kunstbygning - Un autre musée d'arts
- Marselisborg Slot - Château royal d'Aarhus, résidence secondaire de la reine Marguerite II
- Aarhus Teater - Salle de théâtre officielle
- Musikhuset - Salle de musique et de théâtre
- Dyrehaven - Parc avec des cerfs et des sangliers (en enclos)
- Skejby Sygehus - Le deuxième plus gros hôpital du Danemark
- Atletion - Un stade multi-sports

La ville est choisie comme capitale européenne de la culture en 2017, conjointement avec Paphos à Chypre.

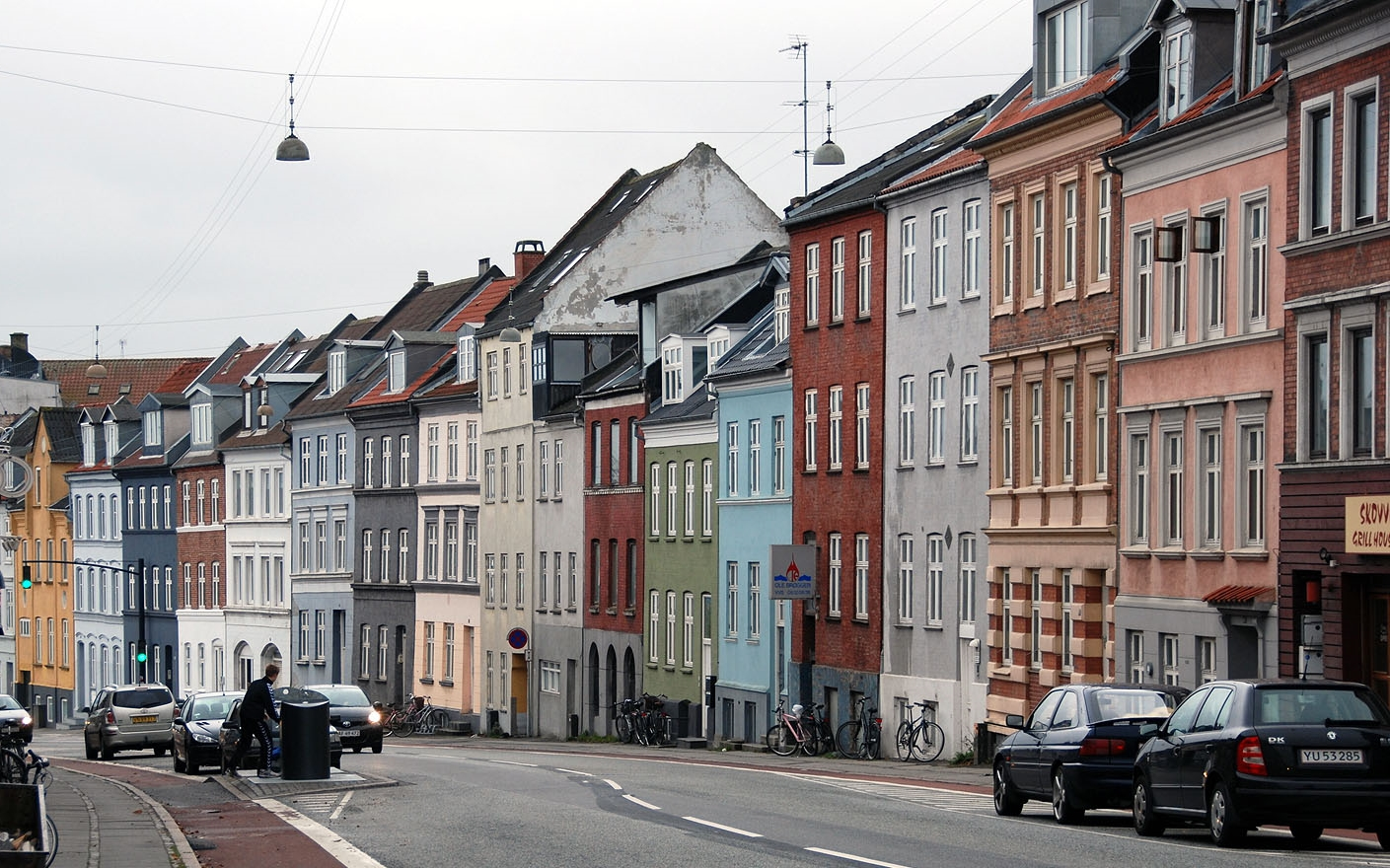
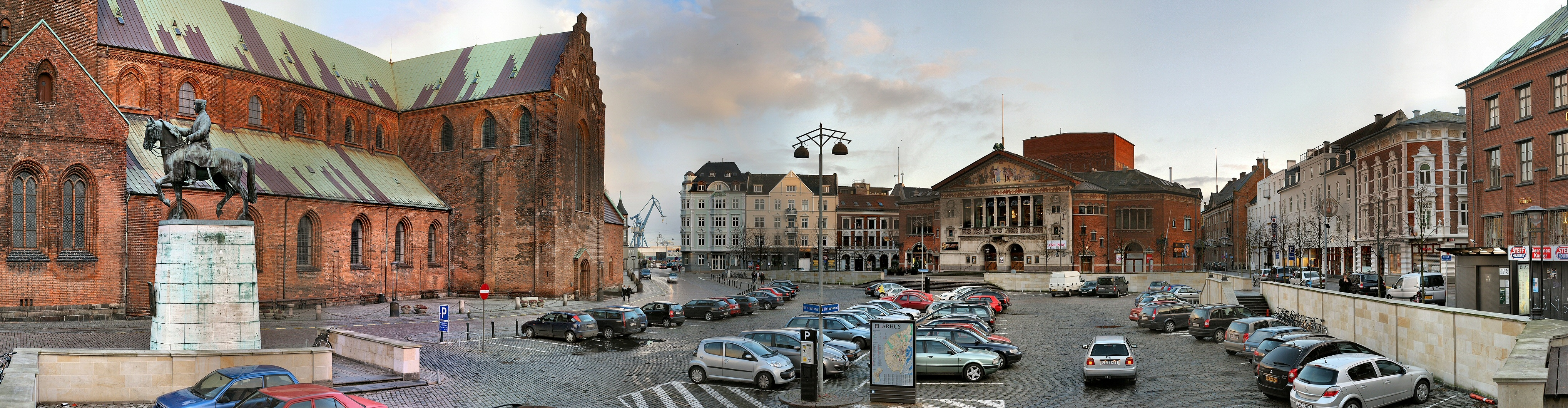
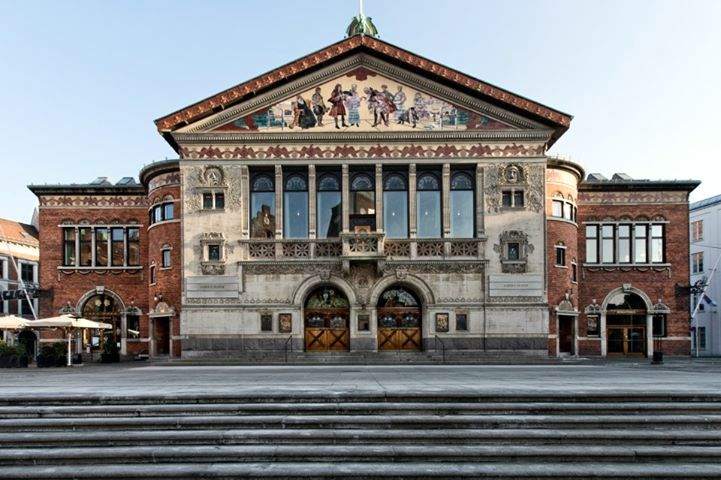
Théâtre
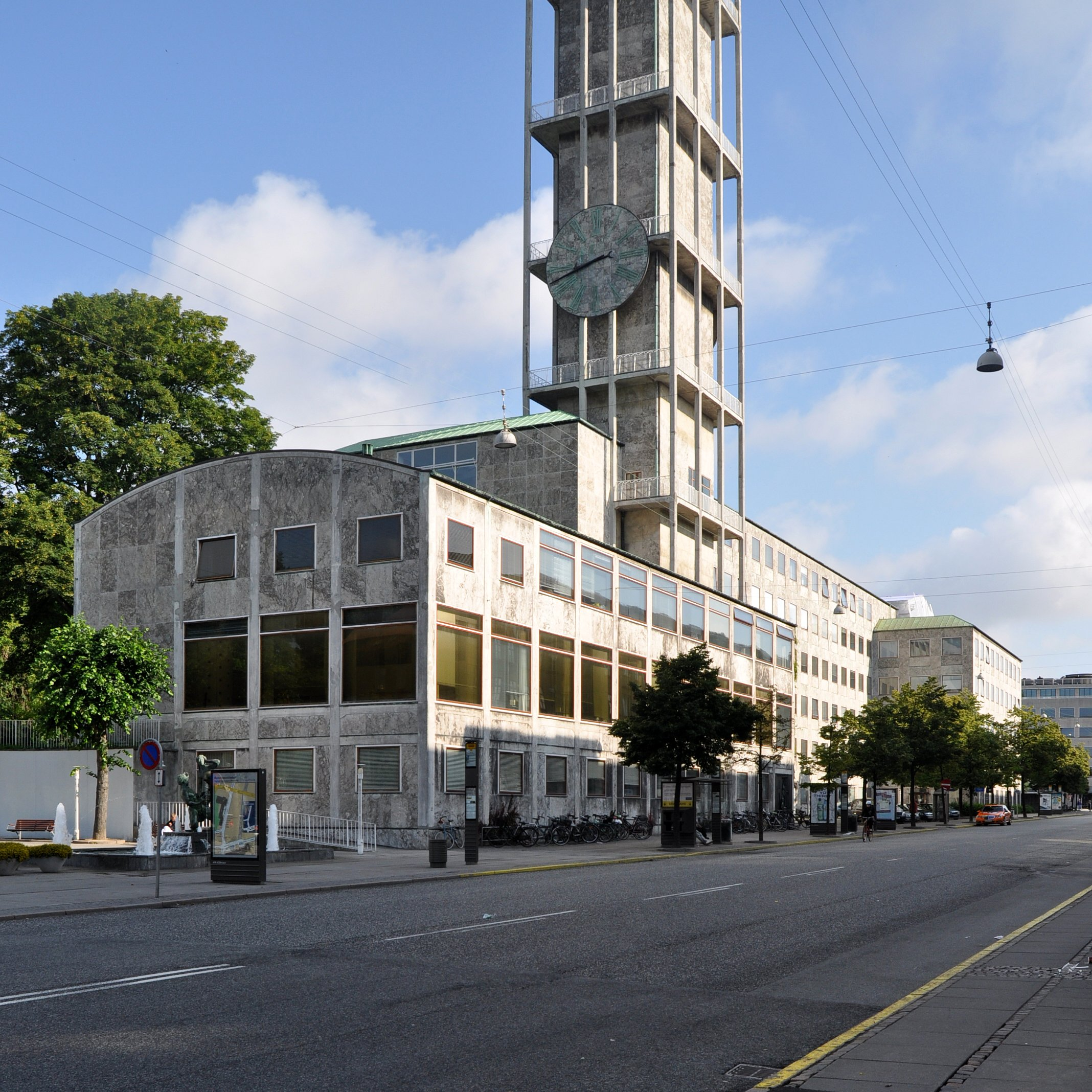
Hôtel de Ville
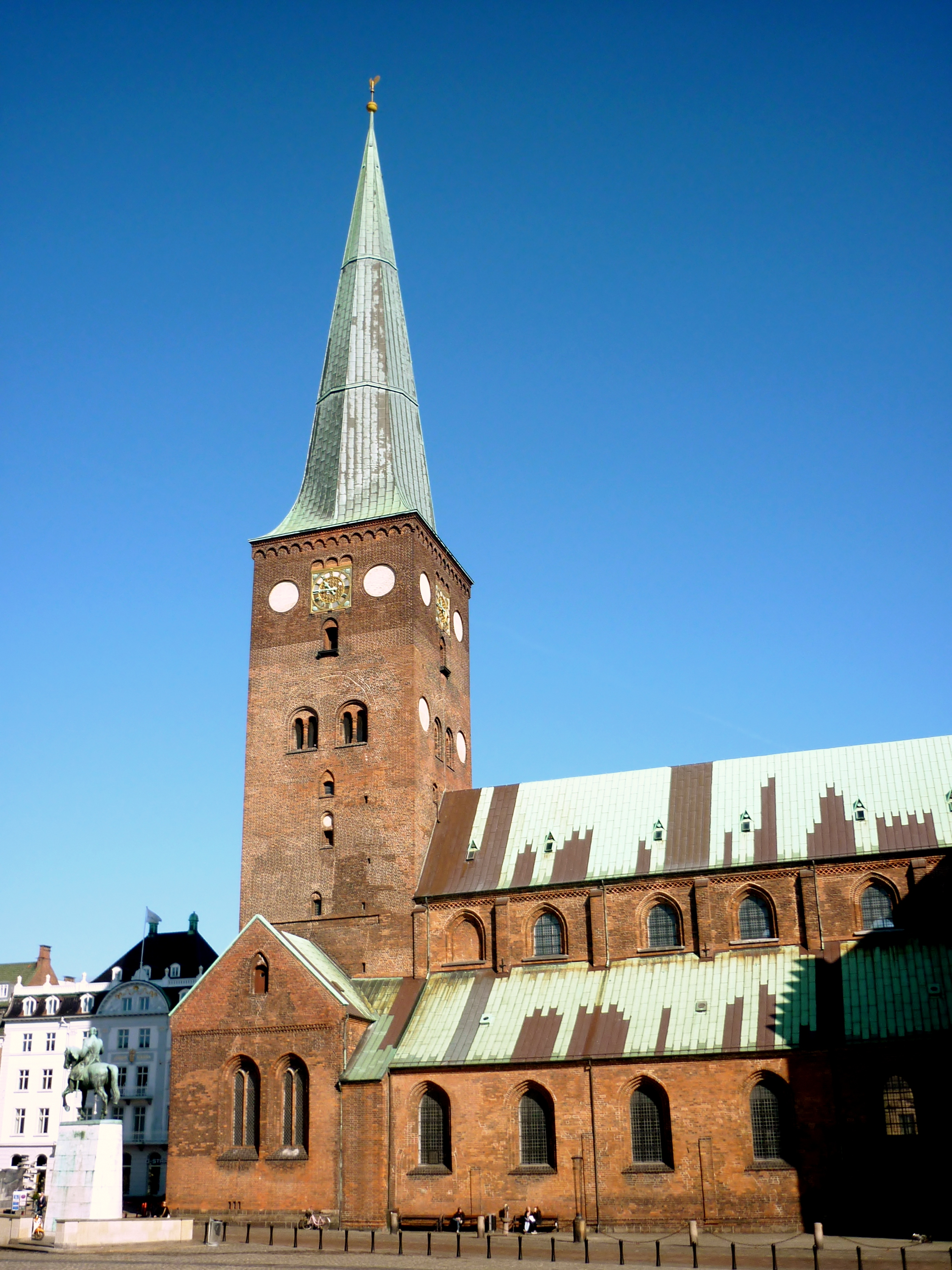
Cathédrale
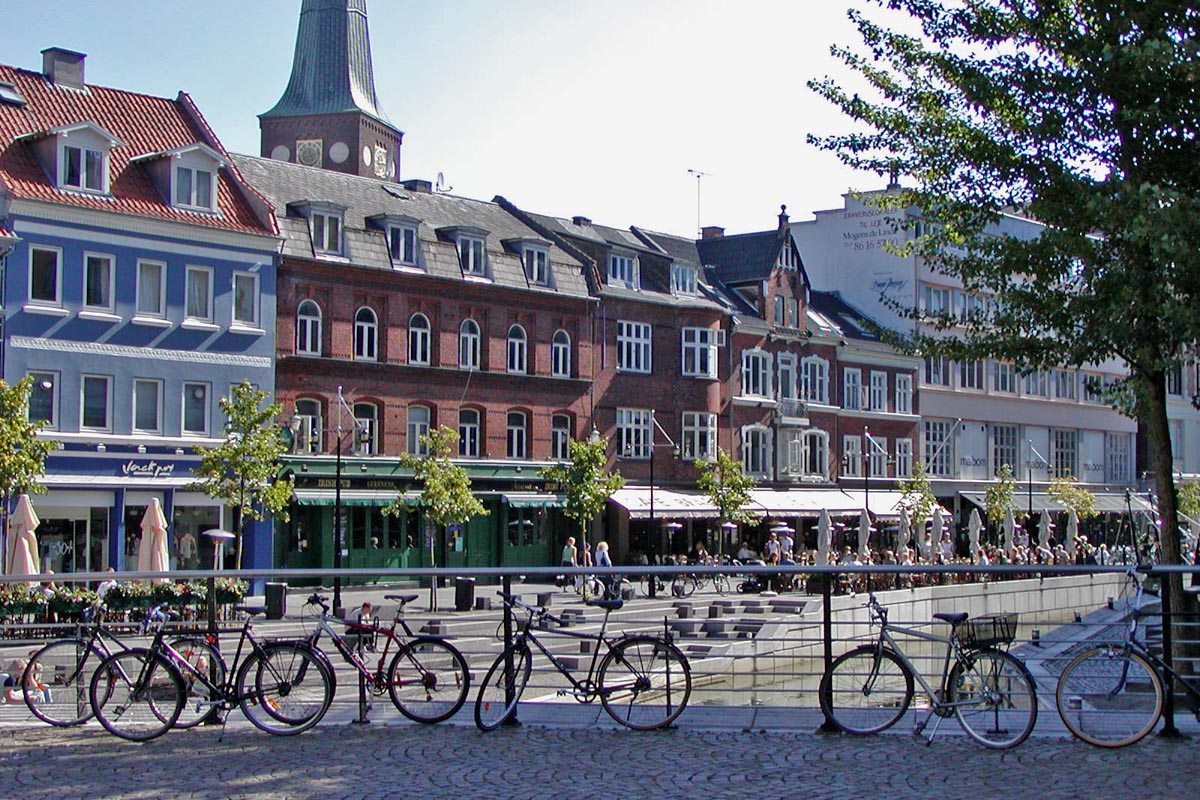
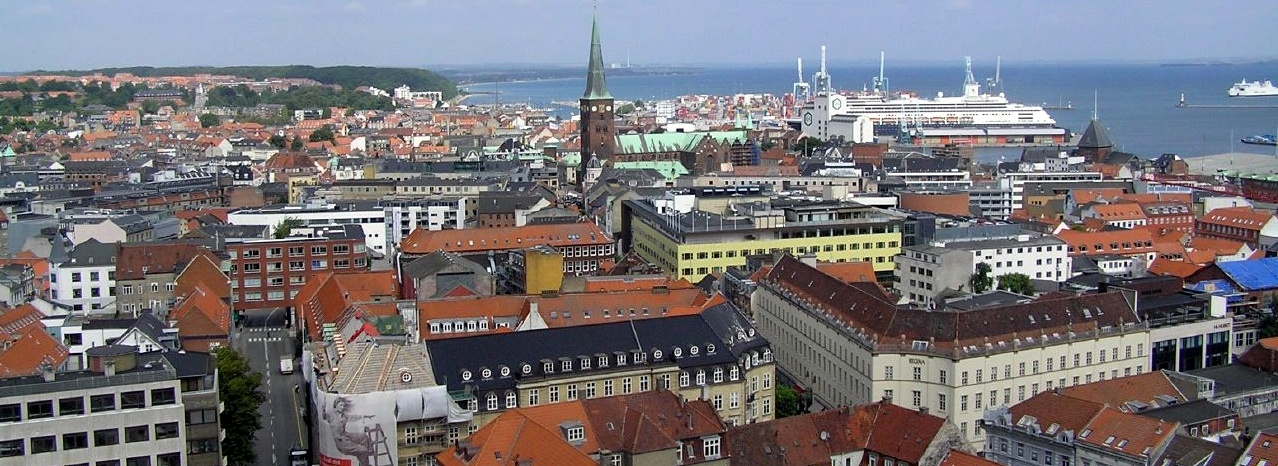

## Personnes célèbres originaires d'Aarhus
- Gabriel Axel (1918-2014), réalisateur, acteur, scénariste et producteur
- Steffen Brandt
- Gitte Hænning (1946-), chanteuse et actrice
- Lene Hau
- Camilla Martin
- Nephew (groupe de rock)
- Kaare Norge
- Ove Paulsen (1874-1947), botaniste
- Flemming Povlsen (1966-), footballeur
- Marc Rieper (1968-), footballeur
- Ole Rømer (1644-1710), astronome
- Jens Christian Skou (1918-2018), médecin et prix Nobel de médecine
- Bjarne Stroustrup (1950-), informaticien et écrivain
- Ole Worm (1588-1654), médecin et collectionneur
- Ole Henrik Laub (1937-2019), auteur pour enfants
- Eigil Reimers (1904-1976), acteur
- Olaf Fønss (1882-1949), acteur danois
- Johannes Fønss (da) (1884-1964), chanteur d'opéra
- Aage Fønss (1887-1976), acteur et chanteur d'opéra
- Ari Behn (1972-2019), écrivain norvégien
- Asbjørn Sennels (1979-2023), joueur de football danois
- Sofie Linde (1989-), présentatrice de télévision et actrice danoise